# Chris Sivertson
Chris Sivertson ist ein US-amerikanischer Filmregisseur, -produzent und Drehbuchautor.

## Karriere
Seinen ersten Film All Cheerleaders Die (2001), einen Low-Budget-Horrorfilm, drehte er gemeinsam mit Lucky McKee. Sivertson arbeitete außerdem mit McKee an dem Film Jack Ketchum’s The Lost – Teenage Serial Killer (2006) zusammen. 2013 haben beide das Remake All Cheerleaders Die gedreht. Danach arbeitete Sivertson an dem Thriller Don’t Wake Mommy, der 2015 in die Kinos kam.
Sivertson wurde 2008 mit der Goldenen Himbeere als schlechtester Regisseur für Ich weiß, wer mich getötet hat ausgezeichnet. 2011 wurde sein Film Brawler für den Publikumspreis des Internationalen Filmfest Oldenburg nominiert.

## Filmografie
- 2001: All Cheerleaders Die (Regisseur, Drehbuchautor und Produzent)
- 2006: The Best of Robbers (Regisseur, Drehbuchautor und Produzent)
- 2006: Jack Ketchum’s The Lost – Teenage Serial Killer (The Lost, Regisseur, Drehbuchautor und Produzent)
- 2007: Ich weiß, wer mich getötet hat (I Know Who Killed Me, Regisseur und Drehbuchautor)
- 2008: Wicked Lake (Drehbuchautor und Produzent)
- 2011: The Absent (Produzent)
- 2011: Brawler (Regisseur und Drehbuchautor)
- 2013: All Cheerleaders Die (Regisseur und Drehbuchautor)
- 2015: Teenage Cocktail (Drehbuchautor und Co-Produzent)
- 2015: Don’t Wake Mommy (Regisseur und Drehbuchautor)
- 2016: Marauders (Drehbuchautor)
- 2022: Pfad der Vergeltung (Savage Salvation, Drehbuchautor)
- 2024: The Image of You (Drehbuch)